# Aloe clarkei
Aloe clarkei ist eine Pflanzenart der Gattung der Aloen in der Unterfamilie der Affodillgewächse (Asphodeloideae). Das Artepitheton clarkei ehrt den britischen Unternehmensberater Paul Clarke, der die Art entdeckte.

## Beschreibung

### Vegetative Merkmale
Aloe clarkei wächst stammbildend, verzweigt von der Basis aus und bildet dichte Klumpen. Die anfangs aufrechten Stämme werden mit der Zeit anlehnend und erreichen eine Länge von bis etwa 30 Zentimeter. Die lanzettlichen Laubblätter bilden lockere Rosetten. Die grüne, leicht wachsartig scheinende Blattspreite ist bis zu 18 Zentimeter lang und 3 Zentimeter breit. Auf ihr befinden sich zerstreut verlängerte weißliche Flecken, die gelegentlich dichte unregelmäßige Querbänder bilden. Auf der Unterseite sind die Flecken zahlreicher. Die Blattspitze ist spitz. Die stechenden, grünen, weiß gespitzten Zähne am Blattrand sind 3 Millimeter lang und stehen 6 bis 9 Millimeter voneinander entfernt. Sie sind gehakt und weisen zur Blattspitze. Die grünen, weißlich längs gestreiften Blattscheiden sind 1 bis 1,5 Zentimeter lang.

### Blütenstände und Blüten
Der aufwärts gebogene Blütenstand besteht aus zwei bis fünf Zweigen und erreicht eine Länge von bis zu 52 Zentimeter. Die aufrechten, lockeren Trauben sind zylindrisch. Endständige Trauben sind bis zu 10 bis 17 Zentimeter lang und 6 Zentimeter breit. Die übrigen sind 4 bis 6 Zentimeter lang. Die eiförmig-zugespitzten Brakteen weisen eine Länge von 6 Millimeter auf und sind 3 Millimeter breit. Die gelben oder roten, zylindrischen Blüten stehen an bis zu 15 Millimeter langen Blütenstielen. Die Blüten sind 25 bis 26 Millimeter lang. Auf Höhe des Fruchtknotens weisen die Blüten einen Durchmesser von 6 Millimeter auf. Ihre äußeren Perigonblätter sind auf einer Länge von 10 bis 12 Millimetern nicht miteinander verwachsen. Die Staubblätter und der Griffel ragen 2 bis 5 Millimeter aus der Blüte heraus.

## Systematik und Verbreitung
Aloe clarkei ist in Äthiopien im lichten Schatten kleiner Lichtungen im Bergwald in Höhen von etwa 1980 verbreitet. Die Art ist nur vom Typusfundort bekannt.
Die Erstbeschreibung durch Leonard Eric Newton wurde 2003 veröffentlicht.

## Nachweise